# Le Haut-Bréda
Le Haut-Bréda község Franciaország Auvergne-Rhône-Alpes régiójában, Isère  megyében. Új községként 2019. január 1-jén jött létre Ferrière és Pinsot község egyesítésével. A korábbi községek egyesülésekor az új község lélekszáma 421 fő lett. Lakosainak száma 459 fő (2022. január 1.).

## Népesség
| Lakosok száma | 398  | 393  | 387  | 411  | 435  | 459  |
|               | 2017 | 2018 | 2019 | 2020 | 2021 | 2022 |